# Aleksander Olszakowski

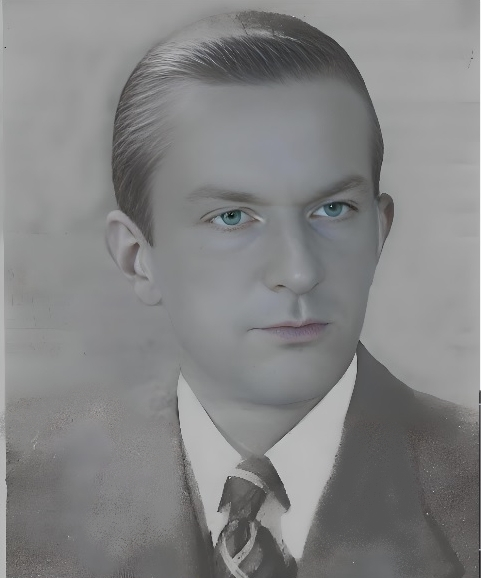
Aleksander Junosza Olszakowski

Aleksander Junosza Olszakowski (1902–1977) – polski pisarz powieści fantastycznych,historycznych i sensacyjnych. Zajmował się także pisaniem sztuk teatralnych na potrzeby różnych teatrów w Polsce.
Był autorem takich utworów jak:
- Brylantowa kolia
- Eskapada miłosna
- Gniew Boży (Ostatni człowiek)
- Grobowiec w Benihassen
- Lokaj pana Hrabiego
- Mgławica Andromedy
- Ponad życie i śmierć
- Przechytrzyć rybę
- Miłość bandyty
- Tango
- Wyspa złudzeń.